# Wele-Nzas
Wele-Nzas ist eine Provinz Äquatorialguineas auf dem Festlandsteil Mbini mit der Hauptstadt Mongomo.
Die Provinz ist in vier Distrikte unterteilt: Aconibe, Añisok, Mongomo und Nsork.
Das Gebiet der Provinz ist identisch mit dem Gebiet des seit 2017 bestehenden katholischen Bistums Mongomo.

## Geographie
Die Provinz liegt im Südosten Mbinis und grenzt im Norden an die Provinz Kié-Ntem, im Süden und Osten an Gabun und im Westen an die Provinz Centro Sur. Zur Provinz gehörte ursprünglich auch das Gebiet der Stadt Ciudad de la Paz, das 2017 zur neuen Provinz Djibloho wurde.

## Nachweise
1. ↑  Instituto Nacional de estadística de Guinea Ecuatorial: Anuario estadístico de Guinea Ecuatorial 2018, abgerufen am 28. November 2020